# Albert Serrán
Albert Serrán właściwie Albert Serrán Polo (ur. 17 lipca 1984 w Barcelonie) – hiszpański piłkarz grający na pozycji obrońcy. Jego warunki fizyczne to 1,81 cm i 82 kg wagi. Występuje w Swansea City A.F.C.

## Życiorys
Serrán rozpoczął karierę w zespole młodzieżowym RCD Espanyol. Był wypożyczony do FC Cartagena, zagrał też trzy mecze w Primera División. Następnie przeniósł się do zespołu Swansea City A.F.C. na mocy trzyletniego kontraktu. W czerwcu 2010 został on przedłużony o rok.